# Jarosław Wojtara

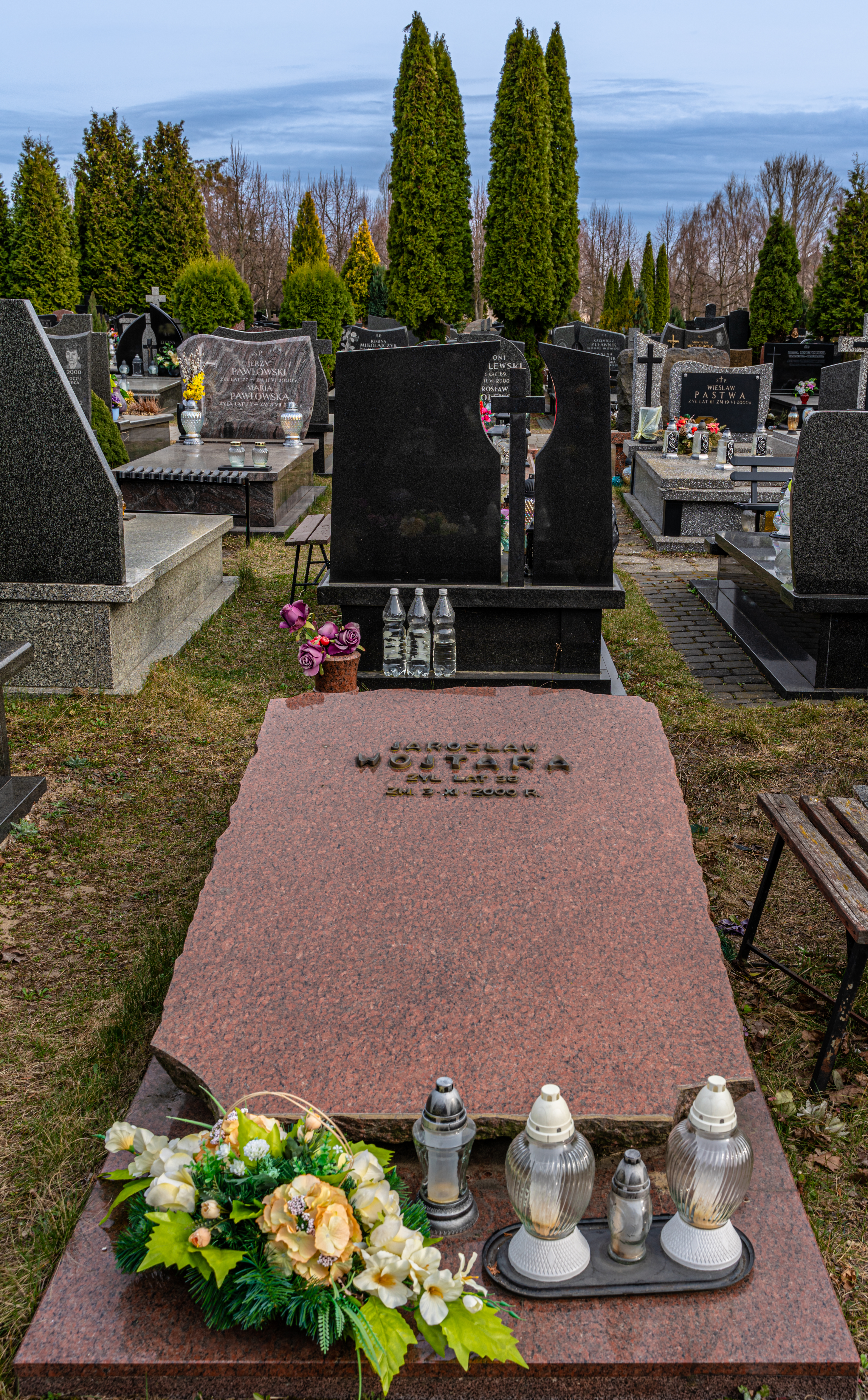
Grób Jarosława Wojtary na cmentarzu Komunalnym Północnym w Warszawie

Jarosław Wojtara (ur. 17 listopada 1962, zm. 3 listopada 2000 w Libii) – polski dyplomata.

## Życiorys
Absolwent Moskiewskiego Państwowego Instytutu Stosunków Międzynarodowych. W 1993 uzyskał na Uniwersytecie im. Adama Mickiewicza w Poznaniu doktorat z zakresu nauk o polityce na podstawie pracy Problem palestyński w ONZ (promotor: Czesław Mojsiewicz). Pracował w sekcji polskiej interesów amerykańskich w Bagdadzie oraz jako wicedyrektor Departamentu Protokolarnego Ministerstwa Spraw Zagranicznych. Od 1998 do 2000 był Konsulem Generalnym RP w Benghazi w Libii. Kadencję przerwała śmierć w katastrofie samochodowej. 
Trzy tygodnie po śmierci odznaczony przez prezydenta RP Aleksandra Kwaśniewskiego w uznaniu wybitnych zasług w działalności dyplomatycznej Krzyżem Oficerskim Orderu Odrodzenia Polski. Był żonaty, miał dziecko. Pochowany na Cmentarzu Komunalnym Północnym w Warszawie (kwatera S-III-4, rząd 4, miejsce 16).